# بيل كوك (سياسي)
بيل كوك (بالإنجليزية: Bill Cook)‏ هو سياسي أمريكي، ولد في 12 أغسطس 1945 في واشنطن العاصمة في الولايات المتحدة. حزبياً، نشط في الحزب الجمهوري. وقد انتخب عضو مجلس ولاية كارولاينا الشمالية.

## وصلات خارجية
- الموقع الرسمي